# Chiloscyllium
Chiloscyllium – rodzaj ryb chrzęstnoszkieletowych z rodziny Hemiscylliidae.

## Zasięg występowania
Rodzaj obejmuje gatunki występujące w wodach zachodniego i wschodniego Oceanu Indyjskiego i Indo-Pacyfiku. 

## Morfologia
Długość ciała do 132 cm; masa ciała 645 g.

## Systematyka
Rodzaj zdefiniował w 1837 roku niemieccy ichtiolodzy Johannes Peter Müller i Jakob Henle na łamach Bericht über die zur Bekanntmachung geeigneten Verhandlungen der Königlichen Preussischen Akademie der Wissenschaften zu Berlin. Autorzy nie wskazali gatunku typowego; w ramach późniejszego oznaczenia w 1862 roku amerykański zoolog Theodore Nicholas Gill na typ nomenklatoryczny wyznaczył Ch. plagiosum.

### Etymologia
- Chiloscyllium: gr. χειλος kheilos, χειλεος kheileos ‘warga, usta’; rodzaj Scyllium Cuvier, 1816[6].
- Synchismus: etymologia niejasna, Gill nie wyjaśnił znaczenia nazwy rodzajowej[2]. Typ nomenklatoryczny: Squalus tuberculatus Bloch & Schneider, 1801 (= Squalus indicus Gmelin, 1789.

### Podział systematyczny
Do rodzaju należą następujące gatunki:
- Chiloscyllium arabicum Gubanov, 1980
- Chiloscyllium burmense Dingerkus & DeFino, 1983
- Chiloscyllium caeruleopunctatum Pellegrin, 1914
- Chiloscyllium griseum Müller & Henle, 1838
- Chiloscyllium hasseltii Bleeker, 1852
- Chiloscyllium indicum (Gmelin, 1789)
- Chiloscyllium plagiosum (Anonim [Bennett], 1830)
- Chiloscyllium punctatum Müller & Henle, 1838 – brązowy rekin bambusowy